# Lhostejný statek
Lhostejný statek (také statek neutrální) označuje v teorii spotřebitele takový statek, jehož spotřeba nijak neovlivňuje užitek spotřebitele. 
Toto označení nevypovídá o kvalitě statku, ale o preferencích spotřebitele. Lhostejný statek spotřebitel nebude spotřebovávat, protože k tomu nemá žádný důvod – nezvyšuje spotřebitelský užitek. Tím spíše, pokud bude cena takového statku nenulová.